# IHL 1971/72
Die Saison 1971/72 war die 27. reguläre Saison der International Hockey League. Während der regulären Saison bestritten die acht Teams jeweils 72 Spiele. In den Play-offs setzten sich die Port Huron Wings durch und gewannen den dritten Turner Cup in ihrer Vereinsgeschichte.

## Teamänderungen
Folgende Änderungen wurden vor Beginn der Saison vorgenommen:
- Die Columbus Checkers kehrten nach einjähriger Inaktivität in die Liga zurück und änderten ihren Namen in Columbus Golden Seals, nachdem die Mannschaft zuvor vom NHL-Team California Golden Seals gekauft worden war.
- Die Port Huron Flags änderten ihren Namen in Port Huron Wings.

## Reguläre Saison

### Abschlusstabelle
Abkürzungen: GP = Spiele, W = Siege, L = Niederlagen, T = Unentschieden, OTL = Niederlage nach Overtime, GF = Erzielte Tore, GA = Gegentore, Pts = Punkte
| Northern Division | GP | W  | L  | T | GF  | GA  | Pts |
| ----------------- | -- | -- | -- | - | --- | --- | --- |
| Muskegon Mohawks  | 72 | 49 | 21 | 2 | 328 | 231 | 100 |
| Port Huron Wings  | 72 | 37 | 31 | 4 | 276 | 262 | 78  |
| Flint Generals    | 72 | 31 | 36 | 5 | 253 | 259 | 67  |
| Toledo Hornets    | 72 | 26 | 46 | 0 | 270 | 371 | 52  |

| Southern Division     | GP | W  | L  | T | GF  | GA  | Pts |
| --------------------- | -- | -- | -- | - | --- | --- | --- |
| Dayton Gems           | 72 | 49 | 23 | 0 | 319 | 243 | 98  |
| Fort Wayne Komets     | 72 | 37 | 33 | 2 | 291 | 244 | 76  |
| Des Moines Oak Leafs  | 72 | 35 | 34 | 3 | 296 | 278 | 73  |
| Columbus Golden Seals | 72 | 15 | 55 | 2 | 220 | 365 | 32  |

## Turner-Cup-Playoffs
| Turner-Cup-Pre-Playoffs | Turner-Cup-Pre-Playoffs | Turner-Cup-Pre-Playoffs |    |                   | Turner-Cup-Halbfinale | Turner-Cup-Halbfinale | Turner-Cup-Halbfinale |  |  | Turner-Cup-Finale | Turner-Cup-Finale | Turner-Cup-Finale |
|                         |                         |                         |    |                   |                       |                       |                       |  |  |                   |                   |                   |
| N1                      | Muskegon Mohawks        |                         |    |                   |                       |                       |                       |  |  |                   |                   |                   |
|                         | Freilos                 |                         |    |                   |                       |                       |                       |  |  |                   |                   |                   |
| N1                      | Muskegon Mohawks        | 4                       |    |                   |                       |                       |                       |  |  |                   |                   |                   |
| N1                      | Muskegon Mohawks        | 4                       |    |                   |                       |                       |                       |  |  |                   |                   |                   |
|                         | S1                      | Dayton Gems             | 1  |                   |                       |                       |                       |  |  |                   |                   |                   |
| S1                      | S1                      | Dayton Gems             | 1  | Dayton Gems       |                       |                       |                       |  |  |                   |                   |                   |
| S1                      |                         |                         |    | Dayton Gems       |                       |                       |                       |  |  |                   |                   |                   |
|                         | Freilos                 |                         |    |                   |                       |                       |                       |  |  |                   |                   |                   |
| N1                      | Muskegon Mohawks        | 2                       |    |                   |                       |                       |                       |  |  |                   |                   |                   |
| N1                      | Muskegon Mohawks        | 2                       |    |                   |                       |                       |                       |  |  |                   |                   |                   |
|                         | N2                      | Port Huron Wings        | 4  |                   |                       |                       |                       |  |  |                   |                   |                   |
| N2                      | N2                      | Port Huron Wings        | 4  | Port Huron Wings  | 3                     |                       |                       |  |  |                   |                   |                   |
| N2                      |                         |                         |    | Port Huron Wings  | 3                     |                       |                       |  |  |                   |                   |                   |
| N3                      | Flint Generals          | 1                       |    |                   |                       |                       |                       |  |  |                   |                   |                   |
| N3                      | Flint Generals          | 1                       | N2 | Port Huron Wings  | 3                     |                       |                       |  |  |                   |                   |                   |
|                         |                         |                         | N2 | Port Huron Wings  | 3                     |                       |                       |  |  |                   |                   |                   |
|                         | S2                      | Fort Wayne Komets       | 2  |                   |                       |                       |                       |  |  |                   |                   |                   |
| S2                      | S2                      | Fort Wayne Komets       | 2  | Fort Wayne Komets | 3                     |                       |                       |  |  |                   |                   |                   |
| S2                      |                         |                         |    | Fort Wayne Komets | 3                     |                       |                       |  |  |                   |                   |                   |
| S3                      | Des Moines Oak Leafs    | 0                       |    |                   |                       |                       |                       |  |  |                   |                   |                   |

## Vergebene Trophäen

### Mannschaftstrophäen
| Auszeichnung                                          | Team             |
| ----------------------------------------------------- | ---------------- |
| Turner Cup Gewinner der IHL-Playoffs                  | Port Huron Wings |
| Fred A. Huber Trophy Bestes Team der regulären Saison | Muskegon Mohawks |

### Individuelle Trophäen
| Auszeichnung                                                       | Spieler       | Team              |
| ------------------------------------------------------------------ | ------------- | ----------------- |
| James Gatschene Memorial Trophy MVP der regulären Saison           | Len Fontaine  | Port Huron Wings  |
| Leo P. Lamoureux Memorial Trophy Bester Scorer                     | Gary Ford     | Muskegon Mohawks  |
| Governor’s Trophy Bester Verteidiger                               | Rick Pagnutti | Fort Wayne Komets |
| James Norris Memorial Trophy Torhüter mit den wenigsten Gegentoren | Glenn Resch   | Muskegon Mohawks  |
| Garry F. Longman Memorial Trophy Bester Rookie                     | Glenn Resch   | Muskegon Mohawks  |